# إبراهيم البابا
إبراهيم البابا  هو  سباح  لبناني. نافس في الألعاب الأولمبية الصيفية 1980، ودورة الألعاب الأولمبية الصيفية 1984.

## روابط خارجية
- إبراهيم البابا على موقع أوليمبيديا (الإنجليزية)